# Jennifer Bransford
Jennifer Bransford (* 2. Dezember 1968 in Washington, D.C.) ist eine US-amerikanische Schauspielerin.

## Leben
Bransford besuchte die Mamaroneck High School und das Dartmouth College.
1982 hatte sie ihren ersten Fernsehauftritt in der Serie Another World. Weitere Auftritte in Fernsehserien folgten, wie etwa in Traps (1994), Renegade – Gnadenlose Jagd (1994), Liebe, Lüge, Leidenschaft (1997–1998), Law & Order (2002), Numbers – Die Logik des Verbrechens (2005) und General Hospital (2005).
Filme, in denen sie spielte, sind unter anderem Rift (1993), Star Command – Gefecht im Weltall (1996), Smog (1999), Amys Orgasmus (2001) und Love Thy Neighbor (2005).
Mit ihrem Ehemann, dem Schauspieler Bradley White hat sie drei Kinder.

## Filmografie (Auswahl)
- 1982: Another World (Fernsehserie, eine Folge)
- 1993: Rift
- 1994: Traps (Fernsehserie, eine Folge)
- 1994: Renegade – Gnadenlose Jagd (Renegade, Fernsehserie, eine Folge)
- 1995: Heißes Pflaster Hawaii (Marker, Fernsehserie, eine Folge)
- 1996: Star Command – Gefecht im Weltall (Star Command, Fernsehfilm)
- 1997–1998: Liebe, Lüge, Leidenschaft (One Life to Live, Fernsehserie, eine Folge)
- 1998: Rache nach Plan (Vengeance Unlimited, Fernsehserie, eine Folge)
- 1999: Smog (Fernsehfilm)
- 1999: Love Bites (Kurzfilm)
- 2000: Dilbert (Fernsehserie, eine Folge)
- 2001: Amys Orgasmus (Amy's Orgasm)
- 2001: What They Wanted, What They Got (Kurzfilm)
- 2001: Made
- 2002: Love Liza
- 2002: Law & Order (Fernsehserie, eine Folge)
- 2005: Numbers – Die Logik des Verbrechens (Numb3rs, Fernsehserie, eine Folge)
- 2005: Jonny Zero (Fernsehserie, eine Folge)
- 2005: Love Thy Neighbor
- 2005: General Hospital (Fernsehserie, eine Folge)